# وزن تروي

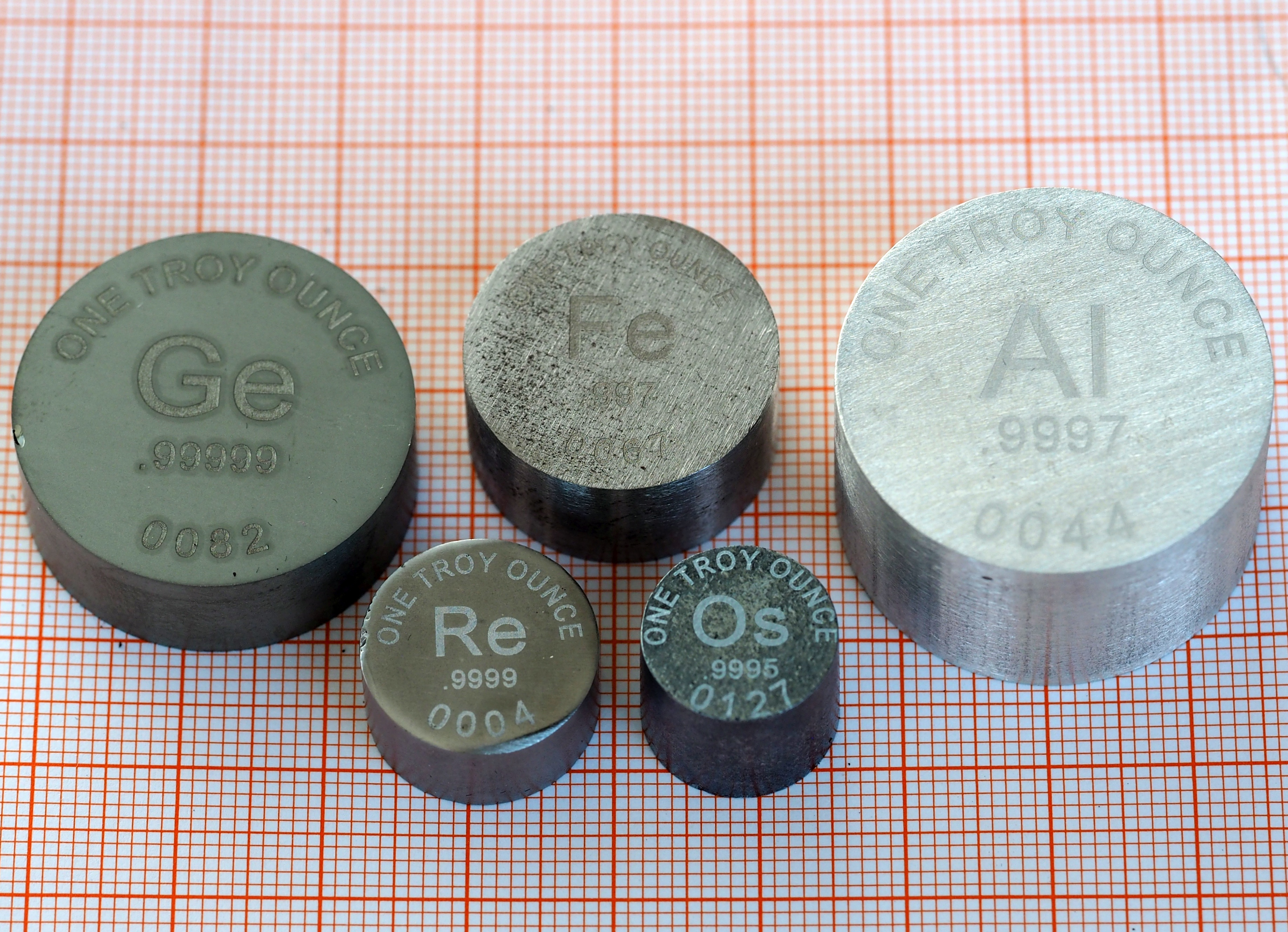
صبات من فلزات نفيسة وزنها أونصة واحدة بمقياس تروي.

وزن تروي هو نظام قياس للكتلة يستخدم بشكل شبه حصري للفلزات النفيسة والمجوهرات. أشهر تلك الوحدات المستخدمة في هذا النظام هي أونصة تروي، التي تستخدم غالباً للتعبير عن الأوزان عند التعامل بالذهب. تعادل أونصة تروي واحدة مقدار 31.1034768 غراماً.
كل 12 أونصة تروي توافق باوند تروي واحد، وذلك بخلاف نظام أفواردوبوا والذي يتألف الباوند فيه من 16 أونصة.